# Castello di Bussi sul Tirino
Il castello è una struttura militare, successivamente adibita a palazzo, di Bussi sul Tirino. È il principale monumento civile della città, Nei secoli subì vari rimaneggiamenti, da puro fortilizio, allo stato attuale.

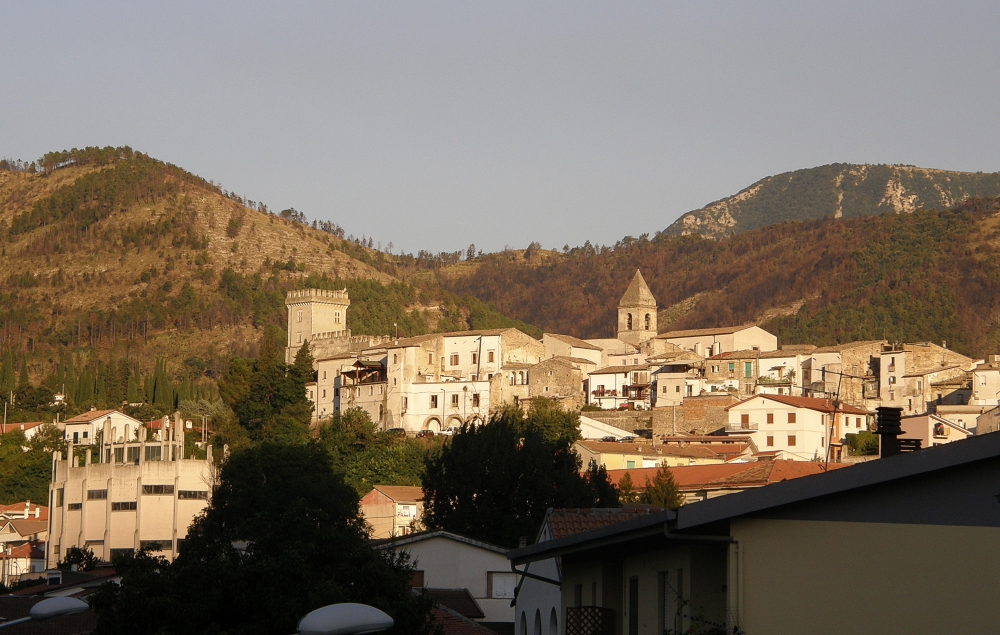
Veduta di Bussi: a sinistra la torre del castello, e a destra quella del campanile della chiesa parrocchiale

## Storia

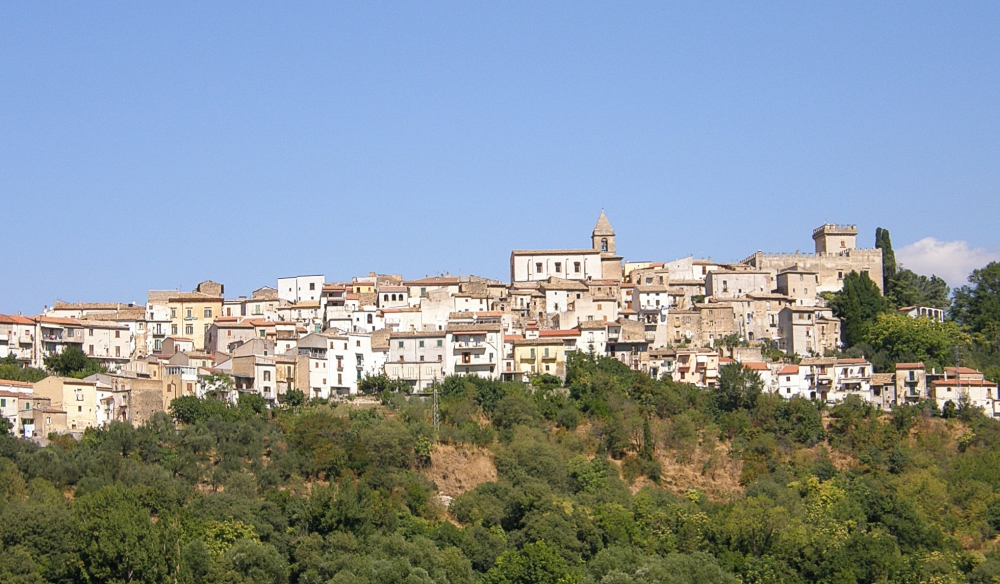
Panoramica di Bussi, con in vista (a destra), la torre del castello

Sono incerte le prime notizie del castello, probabilmente costruito dai d’Angiò nel secolo XII e connesso alla presenza dei monaci di San Benedetto in Perillis detentori della chiesetta di Santa Maria di Cartignano. Un castello doveva però esistere già prima, poiché nel 1092 compare in una donazione redatta in punto di morte da tal Ugo del fu Giliberto, di origini franche, che cede il monastero di S. Benedetto in Perillis alla Diocesi di Valva insieme con tutti i suoi possedimenti, tra cui appunto alcuni beni nel castello di Bussi. La sua struttura aveva l'aspetto di un castello normanno, con successive modifiche dovute ai vari proprietari succedutisi nei secoli. Il castello fu infatti posseduto dai duchi Cantelmo di Popoli, quando la famiglia poté usufruire completamente anche del feudo di Bussi. Nel '500, il castello passò in proprietà dei conti Pietropaoli di Navelli e successivamente della famiglia de’ Medici. Sono incerte le successive vicende, sino alla seconda metà del ‘700 in cui, dopo la caduta del sistema feudale, la famiglia gentilizia degli attuali proprietari, proveniente dai baroni de Sanctis di Rocca Casale, è entrata in possesso della principale struttura dell’immobile, tranne il recinto delle mura esterne conglobate nella città.
Nel Novecento il castello era noto nella regione per essere uno tra i più ricchi e meglio conservati, grazie alla ristrutturazione e completo restauro effettuato da Orazio de Sanctis nella prima metà del secolo, compresa la ricostruzione della torre parzialmente diroccata, dopo precedenti manomissioni strutturali e vicende distruttive culminate con l’occupazione militare tedesca dell’immobile durante la seconda guerra mondiale.

## Descrizione
L'edificio è a pianta rettangolare, con elegante cortile interno. L'elemento che spicca è il grande torrione rettangolare con il tetto merlato (con merlature parzialmente posticce) e adorno di beccatelli. La facciata è molto simile a quella di un palazzo gentilizio, così come il resto dei lati del castello.
L'interno presenta le camere e le stanze nel loro stato originario, con arredi d'epoca, in gran parte nuovamente provvisti nei primi del secolo, dopo le citate vicende distruttive.